# جوسيف لينهارت
جوسيف لينهارت (بالتشيكية: Josef Linhart)‏ هو لاعب كرة قدم تشيكي، ولد في 15 مايو 1944 في كلادنو في التشيك. لعب مع نادي كلادنو.

## وصلات خارجية
- جوسيف لينهارت على موقع أوليمبيديا (الإنجليزية)
- جوسيف لينهارت على موقع اللجنة الأولمبية التشيكية (التشيكية)